# Zoque de Chiapas

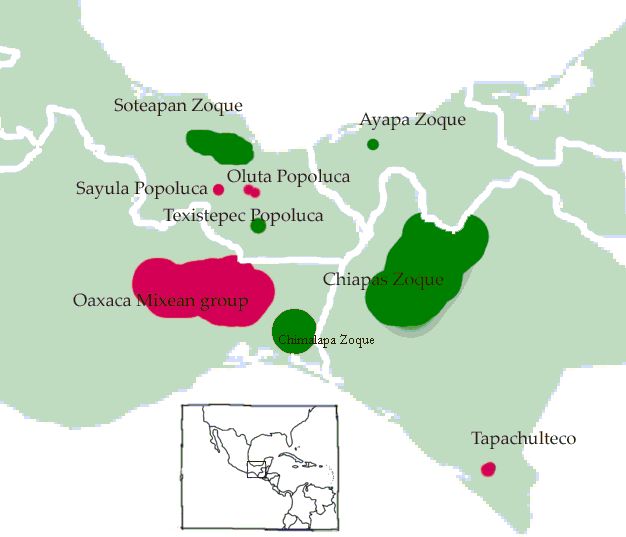
En verd, les llengües zoque de la família mixezoque

El Zoque de Chiapas és un continu dialectal del zoque, una llengua de la família de les llengües mixezoque. L'actual territori dels zoques en l'estat de Chiapas està comprès en tres zones específiques: el vessant del Golf, la Sierra i la Depressió Central, encara que a causa de la mobilitat geogràfica del grup, aquesta localització no pot prendre's com a definitiva. Segons Ethnologue Francisco León i Copainalá tenen un 83% de mútua intel·ligibilitat.

## Variants
Hi ha 3 variants dialectals reconegudes d'aquest idioma, que són:
- Zoque de Copainalá (zoc) 10.000 parlants[2]
- Zoque de Francisco León (zos) 20.,000 parlants[3]
- Zoque de Rayón (zor) 2.150 parlants.[4]

## Gramàtica
El zoque chiapaneca és una llengua ergativa, amb un sistema interessant de marcatge de persona: existeixen unes marques específiques per a aquestes categoria quan van en l'oració principal diferents de les marques per a aquestes categories quan apareixen en una oració subordinada. Així aquest curiós sistema de marcatge de la persona diferencia morfològicament entre oracions finites subordinades i no-subordinades.

## Comparació lèxica
La següent taula resumeix els numerals en 2 de les tres principals varietats del zoque chiapaneca comparant-les amb el protozoque.
| Numeral | protozoque    | Zoque de Copainalá | Zoque de Francisco León |
| ------- | ------------- | ------------------ | ----------------------- |
| 1       | *tum-         | tumi               | tumi                    |
| 2       | *mehʦ-, *wis- | meʦa               | meʦkuy                  |
| 3       | *tuku-        | tukaʔy             | tuʔkay                  |
| 4       | *mak(ta)s-    | makškuʔ            | maksikuy                |
| 5       | *mos-         | mosaʔ              | mosay                   |
| 6       | *tuhtu-       | tuhtaʔ             | tuhtay                  |
| 7       | *wis.tuh-     | kuʔyaʔy            | kuʔyay                  |
| 8       | *tuku.tuhtu-  | tukutuhtaʔy        | takutuh-                |
| 9       | *maks.tuhtu-  | makstuhtaʔy        | maks.tuh-               |
| 10      | *mahk-        | mahkaʔy            | mahkay                  |

## Codi ISO 639
Si bé són considerats una única llengua el zoque de Copainala, el de Francisco León i el de Rayón tenen un codi independent cadascun, que és zoc Arxivat 2013-12-24 a Wayback Machine. per a la varietat de Copainala, zos per a la de Francisco León i zor per a Rayón.

## Enllaços i bibliografia
- Faarlund, Jan Terje. 2012. A Grammar of Chiapas Zoque. Oxford: Oxford University Press.
- Wichmann, Søren, 1995. The Relationship Among the Mixe–Zoquean Languages of Mexico. University of Utah Press. Salt Lake City. ISBN 0-87480-487-6

### Zoque de Copainalá
- Harrison, Roy; Margarita Harrison, Castulo Garcia H.. Diccionario zoque de Copainalá.  Instituto Lingüístico de Verano, 1981 [Consulta: 18 setembre 2013]. Arxivat 2013-07-06 a Wayback Machine.
- Recursos OLAC pel zoque de Copainalá

### Zoque de Francisco León
- Engel; Engel. Zoque de Francisco León.  Instituto Lingüístico de Verano, 1987 [Consulta: 18 setembre 2013].
- Recursos OLAC pel zoque de Francisco León

### Zoque de Rayón
- Harrison, Roy; Margarita Harrison, Francisco Lopez Juarez, Cosme Ordones. Vocabulario zoque de Rayón.  Instituto Lingüístico de Verano, 1984 [Consulta: 18 setembre 2013]. Arxivat 2013-07-06 a Wayback Machine.
- Recursos OLAC pel zoque de Rayón